# مبادرة شبابية
المبادرة الشبابية هي المشاريع الريادية التي يقودها الشباب وتهدف لتنمية المجتمع، وتُشكّل هذه المشاريع الإطار العملي للريادة المجتمعية الشبابية، والتي تقوم في فلسفتها على مبادئ التنمية الشبابية المجتمعية. وتقوم على مبدأ التعلم بالممارسة من خلال المشاريع، حيث ينخرط الشباب في نشاطاتٍ يستخدمون خلالها عملياتٍ وأدواتٍ من أجل تحقيق مهامٍ معينةٍ، توصلهم لغاياتٍ وأهدافٍ تتجسد على شكل إنجازاتٍ ومنتجاتٍ أو خدماتٍ، ويكون عملهم قائمًا على فريق العمل، والقيادة، والتطوع، ضمن خطةٍ وهدفٍ محددٍ وواضحٍ خلال فترةٍ زمنيةٍ معينةٍ. 
ويتم استخدام منهجية الاستقصاء والبحث، يتعلم خلالها الشباب من خلال التفكير والفعل معاً داخل سياقٍ حياتيٍ، فيتعلمون في الحياة ويعملون من أجل بناء الحياة. و من خلال ذلك، تتطور قدراتهم في التخطيط والإعداد، ورصد المشكلات، وصياغتها، والبحث عن الحلول والابتكار، والتحول من التذمر إلى الفعل. 